# Dichromodes sigmata
Dichromodes sigmata är en fjärilsart som beskrevs av Walker 1861. Dichromodes sigmata ingår i släktet Dichromodes och familjen mätare. Inga underarter finns listade i Catalogue of Life.